# Склеротиніт
Склеротиніт — мікрокомпонент групи фюзиніту, який характеризується округлою і овальною формою з високим рельєфом. Мацерал групи інертиніту. У відбитому світлі білий або жовтуватий. Включає скупчення гіфів грибів (плектенхіма) — ниткоподібних утворів, що становлять міцелій (грибницю) і плодові тіла грибів.
Термін входить до системи Стопс — Геерлен (1934).

## Загальна характеристика
В кам'яному вугіллі знахідки склеротиніту не обмежуються залишками грибів. Термін «склеротиніт» підкреслює тільки той факт, що знайдені утворення є особливо щільними, подібно до склероцій, і мають високу відбивну здатність. Раніше термін «склеротиніт» використовувався на позначення тіл, знайдених в палеозойському кам'яному вугіллі, і клітин, що утворилися в результаті виділення, які були дещо схожі на склероції. Пізніше встановили, що вони являють собою фюзенізовані резиніти або корпоколініти. Нині їх називають «секреторним склеротинітом».
Склеротиніт має звичайно високу відбивну здатність, що змінюється. У склеротиніту з м'якого бурого вугілля відбивна здатність становить близько 0,4 %, а в склеротиніту з кам'яного вугілля вона може перевищувати 6 %. Склеротиніт переважно ізотропний, але в кам'яному вугіллі в нього іноді виявляється дуже низька анізотропія. В аншліфах колір склеротиніту білий до блідо-сірого, в прозорих шліфах чорний до коричневого. В м'якому бурому вугіллі досить часто зустрічається склеротиніт, який виглядає коричневим в прохідному світлі і блідо-сірим у відображеному світлі. Густина склеротиніту з м'якого бурого вугілля змінюється від 1,6 до 2,0 г/см3. Густина склеротиніту з кам'яного вугілля ще не визначена. Секреторний склеротиніт в основному характеризується високою абразивною твердістю. Даних щодо його хімічних властивостей дуже мало. Вважають, що він містить багато вуглецю і мало водню. При карбонізуванні склеротиніт не розм'якшується.

## Склеротиніт у вугіллі карбону
Склеротиніт, який зустрічається у вигляді залишків грибів в третинному бурому вугіллі, легко розпізнається, тоді як утворені з грибів палеозойські склероції визначити значно важче. Немає сумніву, що гриби існували ще в карбоні і пермі. Залишки грибів відомі з стародавніх періодів. В пермському і карбоновому вугіллі вони зустрічаються набагато рідше і мають гірше збереження, ніж у третинному вугіллі.

## Склеротиніт у третинному вугіллі
На противагу склеротиніту палеозойського кам'яного вугілля, склеротиніт третинного твердого бурого вугілля складається виключно із залишків грибів. Залишки грибів в третинному вугіллі майже завжди можуть розпізнаватися за їх морфологією. Вони зустрічаються у формі трубчастих, комірчастих або некомірчастих ниток грибниці, які зрослися у вигляді утворень неправильної форми. Нитки грибниці можна розрізнити як в поперечних, так і в подовжніх зрізах.
Вражаючою особливістю третинного вугілля є округлі, трикутні або прямокутні одноклітинні білі спори грибів, які мають «прикраси» у вигляді протуберанців або колоска. Іноді всередині сферичних спор грибів все ще можна розрізнити ніжну бліду тканину. Частина спор здавлені в еліптичні форми. Оболонки спор щільні і звичайно виявляють рельєф. Двоклітинні телейтоспори або «зимові» спори (зимує гриб на опалому листі у вигляді телейтоспор) можуть мати різні форми. Вимірювання показують, що спочатку ці спори були пластичними, потім вони сильно деформувалися під дією тиску. Часто також зустрічаються багатоклітинні телейтоспори. Відбивна здатність оболонок спор змінюється в широкому діапазоні, але звичайно має високі значення.